# Келли, Натали
Натали́ Ке́лли (англ. Nathalie Kelley, род. 3 марта 1985, Лима, Перу) — австралийская актриса перуанского происхождения, наиболее известная по роли Нилы в фильме «Тройной форсаж: Токийский дрифт», Дэни Альварес в сериале ABC «Следствие по телу» и Грейс в сериале Lifetime «Нереально».

## Биография
Келли родилась в Лиме, Перу от матери-перуанки и отца-аргентинца. В 2-летнем возрасте вместе с матерью переехала в Сидней, Австралия, где посещала Северо-Сиднейскую среднюю школу для девочек в районе Северный берег. Когда ей исполнилось 16 лет, Келли стала танцевать сальсу, чтобы заработать денег для получения образования.
В 2006 году, Келли снялась в фильме «Тройной форсаж: Токийский дрифт». Несколько последующих лет она появлялась в малых фильмах, а в 2011 году получила второстепенную роль во втором сезоне сериала Даны Дилейни «Следствие по телу». В 2014 году она получила регулярную роль в сериале Lifetime «Нереально».
В 2010 году снялась в видеоклипе Бруно Марса «Just The Way You Are».
29 апреля 2018 года вышла замуж за  Йорди Берроуза .

## Фильмография
Кино
| Год  | Название на русском             | Название на английском                          | Роль       | Примечания             |
| ---- | ------------------------------- | ----------------------------------------------- | ---------- | ---------------------- |
| 2006 | Тройной форсаж: Токийский дрифт | The Fast and the Furious: Tokyo Drift           | Нила       |                        |
| 2008 | Под кайфом                      | Loaded                                          | Эйприл     |                        |
| 2011 | Отвези меня домой               | Take Me Home Tonight                            | Бет        |                        |
| 2011 | Городской исследователь         | Urban Explorer                                  | Люсия      |                        |
| 2011 |                                 | Losing Sam                                      | Сэм        | Короткометражный фильм |
| 2012 | Злоключения Висенте Фернандеса  | The Man Who Shook the Hand of Vicente Fernandez | Энни       |                        |
| 2014 | Инфильтраторы                   | Infiltrators                                    | Джин Кросс |                        |

Телевидение
| Год       | Название на русском        | Название на английском         | Роль                      | Примечания                      |
| --------- | -------------------------- | ------------------------------ | ------------------------- | ------------------------------- |
| 2005      | Русалка                    | Mermaid                        | Никки                     | Пилот                           |
| 2010      | Одинокая звезда            | Lone Star                      | София                     | Эпизод: «Reverse»               |
| 2011      | C.S.I.: Место преступления | CSI: Crime Scene Investigation | Моника Гэмбл              | Эпизод: «Hitting for the Cycle» |
| 2011-2012 | Следствие по телу          | Body of Proof                  | Дэни Альварес             | 10 эпизодов                     |
| 2015      | Нереально                  | Un-Real                        | Грейс                     | Регулярная роль, 10 эпизодов    |
| 2016-2017 | Дневники вампира           | The Vampire Diaries            | Сибил                     | 11 эпизодов                     |
| 2017-2018 | Династия                   | Dynasty                        | Кристал Флорес Кэррингтон | Регулярная роль, 22 эпизода     |
| 2020      | Пекарь и Красавица         | The Baker and the Beauty       | Ноа Гамильтон             | Регулярная роль, 9 эпизода      |